# Nordische Bischofskonferenz

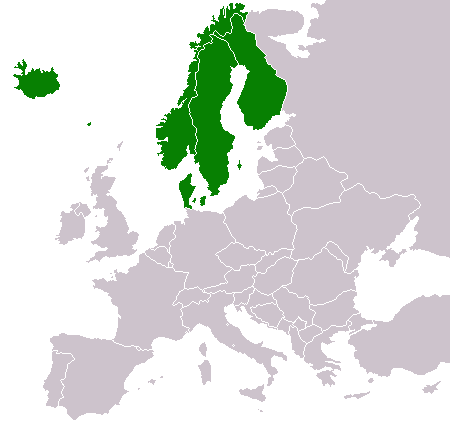
Nordische Länder

Die Nordische Bischofskonferenz (lateinisch Conferencia Episcopalis Scandiae) ist die Bischofskonferenz der römisch-katholischen Bischöfe der fünf nordischen Länder Dänemark, Finnland, Island, Norwegen und Schweden. In den sieben Diözesen leben rund 250.000 Gläubige, ein Großteil davon sind römisch-katholische Ausländer.

## Geschichte

### Die Entwicklungsjahre
Die erste Bischofskonferenz wurde im Mai 1923 in Göteborg abgehalten, an ihr nahmen teil: Der Apostolische Vikar von Schweden, Bischof Johann Evangelist Müller; der Apostolische Vikar für Dänemark, Bischof Josef Brems O.Praem. und der Apostolische Vikar für Norwegen, Bischof Jan Olav Smit. Während dieser Konferenz wurden folgendes Sachthema erörtert: „Die Situation der weiblichen Ordensgemeinschaften in Skandinavien“ und die „Vorbereitungen zum Besuch des Präfekten der Kongregation zur Verbreitung des Glaubens Kardinal Wilhelmus Marinus van Rossum“, dieses sollte der erste Besuch eines Kardinals nach der Reformation in Skandinavien sein.
Die nächste Bischofssynode wurde in zwei Abschnitten durchgeführt, zunächst am 12. August 1923 in Stockholm. Auf dieser Konferenz schlug Bischof Müller eine engere „Nordisch-katholische Zusammenarbeit“ vor und gab bekannt, dass er beabsichtige einen katholischen Kongress in Kopenhagen abzuhalten. Die zweite Versammlung fand am 15. August 1923 in Helsinki statt, dieses Mal wurde über die Gründung eines Priesterseminars für Skandinavien beraten, welches durch Kardinal van Rossum vorgeschlagen worden war.
Im Februar 1924 versammelten sich die nordischen Bischöfe erneut, diesmal nahm auch der neue Apostolische Präfekt für Island Pater Martin Meulenberg SMM teil. Eine nicht dokumentierte Zusammenkunft der nordischen Bischöfe soll 1927 in Stockholm stattgefunden haben.
Im August 1932 wurde eine ordentliche Bischofskonferenz nach Stockholm einberufen, sie wurde als „Nordischer eucharistischer Kongress“ gefeiert und zum ersten Mal waren alle fünf nordischen Länder vertreten. Als besondere Gäste wurden Kardinal Willem van Rossum, Kardinal August Hlond, Erzbischof von Posen und Gnesen begrüßt. Es gibt über den Verlauf keine Protokolle und Verlautbarungen; die Sachthemen dieser Konferenz sind deshalb nicht bekannt.

### Das Gründungsjahr und die nachfolgenden Konferenzen
Von der einberufenen Bischofskonferenz im April 1936 (Island war nicht vertreten) sollten dann starke Impulse nach Rom gesandt werden. So forderten die nordischen Bischöfe, dass das Image der Katholischen Kirche in Skandinavien deutlich verbessert werden müsse. Auf den Gebieten der Seelsorge, der geistlichen Literatur für die „Nordischen Katholiken“ und der Öffentlichkeitsarbeit sollten mehr Bedeutung gelegt werden. Die Konferenz fasste ihre Beschlüsse in einem Schreiben an das heutige Dikasterium für die Evangelisierung zusammen und forderte deren Umsetzung. Dieser Zeitraum kann als die offizielle Geburt der Nordischen Bischofskonferenz in Betracht kommen, denn nun kristallisierten  sich klare Konturen und man begann Programme für die Katholische Kirche in den nordischen Ländern zu entwickeln. Die Reaktion aus Rom war überwältigend und schon drei Monate später wurde erneut eine Konferenz nach Kopenhagen einberufen. Die Diskussion über das Programm wurde fortgesetzt und die Gründung eines nordischen Priesterseminars wurde beschlossen.  Dann dauerte es knapp über zehn Jahre, bis nach dem Zweiten Weltkrieg, die nächste Konferenz einberufen wurde.
Die neue Bischofskonferenz traf sich nach dem Zweiten Weltkrieg vom 11. bis 14. Juni 1946 und  neben den bisherigen Bischöfen der skandinavischen Länder nahmen jetzt auch die apostolischen Präfekten aus Mittel- und Nordnorwegen teil. Als Tagesordnungspunkte wurden  die kirchliche Finanzierung und Verwaltung, die Situation der Priester und Ordensfrauen und die Neuordnung und Arbeitsbestimmungen der lokalen Kirchenerweiterungen beraten.
Bei der darauf folgenden Bischofskonferenz, 23. bis 30. September 1951, in Oslo stand der Wunsch für eine einheitliche Praxis und Einhaltung der Fastenzeit im Vordergrund. Es wurde über die rituelle Fragen, Dispensvollmachten und Öffentlichkeitsarbeit diskutiert. Eine bedeutende Rolle nahm das Anliegen über die Bewältigung der Nachkriegsjahre mit sich, man war sich darüber einig, die Aufbearbeitung voranzutreiben. Naturgemäß wurden während dieser Konferenz auch dringende kirchliche Angelegenheit erörtert.

### Jahre des Konzils
Mit der Ankündigung des Zweiten Vatikanischen Konzils durch Papst Johannes XXIII. wurden auch die nordischen Bischöfe dazu eingeladen. In Vorbereitung auf dieses Konzil traf man sich erneut am 1. Mai 1960 in Bergen (Norwegen). Das Hauptanliegen der skandinavischen Bischöfe nach dem Konzil lag darin, nach dessen Dokumenten (z. B. Christus Dominus) überarbeitete und genehmigte Statuten vorzulegen. So war es nun eine der wichtigsten Aufgabe der Nordischen Bischofskonferenz, die eigenen Statuten zu erarbeiten, was dann auch bis 1965 erfolgen konnte.

#### Nachkonziliare Periode
Es folgte durch Rom die Anerkennung der neuen Statuten, die mit einer Neuordnung des Kirchenrechts verbunden war und schließlich zu einer Implementation und Erneuerung der Nordischen Bischofskonferenz führte. Die Revision erfolgte dann bei der Bischofskonferenz in Helsinki am 27. September 1984. Von diesem Zeitpunkt ab war festgelegt und geregelt, in welchen Zeitabläufen die Sitzungen der Bischofskonferenzen stattzufinden haben.

## Die Nordische Bischofskonferenz heute
In der heutigen Zeit versteht sich die Nordische Bischofskonferenz als ein Mittel zur kollegialen Zusammenarbeit. Ihre Verantwortung liegt in der Leitung der katholischen Kirche für den nordischen Bereich unter der obersten Leitung des Papstes. Das Entscheidungs- und Beschlussorgan ist die zweimal jährlich zusammentreffende Vollversammlung. Als ihre Schwerpunktaufgabe legen die Statuten fest:
- Förderung der pastoralen Arbeit
- Förderung der Mitarbeit und des Mitspracherechts
- Koordination der diözesanen Zusammenarbeit
- Treffen von Entscheidungen, die die regionalen Begebenheiten berücksichtigen sollen und
- Kontakte mit der katholischen Kirche in Europa zu pflegen und weltweite Zusammenarbeit. Die Nordische Bischofskonferenz ist Mitglied im Rat der europäischen Bischofskonferenzen (CCEE).

### Personelle Zusammensetzung
Die sieben Diözesen/Territorialprälaturen in den nordischen Ländern werden insgesamt von acht Mitgliedern in der Bischofskonferenz vertreten. Zwischen den konferenzfreien Zeiten wird die Nordische Bischofskonferenz durch ihren Generalsekretär repräsentiert. Generalsekretärin ist Schwester Anna Mirijam Kaschner CPS. Der ständige Rat versammelt sich ebenfalls zwei Mal pro Jahr und ist berechtigt dringende Angelegenheit unmittelbar zu entscheiden.
Der Sitz der Nordischen Bischofskonferenz wurde 2009 von Stockholm nach Kopenhagen verlegt. Die Konferenzsprache ist Deutsch.

## Mitglieder
Der Nordischen Bischofskonferenz gehören die Bischöfe folgender Diözesen an:
| exempt                        | exempt   |
| ----------------------------- | -------- |
| Bistum Oslo                   | Norwegen |
| Territorialprälatur Trondheim | Norwegen |
| Territorialprälatur Tromsø    | Norwegen |
| Bistum Kopenhagen             | Dänemark |
| Bistum Helsinki               | Finnland |
| Bistum Stockholm              | Schweden |
| Bistum Reykjavík              | Island   |

## Vorsitzende
- 1970–1973 John Edward Taylor OMI, Bischof von Stockholm
- 1973–1978 Paul Verschuren SCI, Bischof von Helsinki
- 1978–1986 John Willem Gran OCSO, Bischof von Oslo
- 1986–1998 Paul Verschuren SCI, Bischof von Helsinki
- 1999–2005 Gerhard Schwenzer SSCC, Bischof von Oslo
- 2005–2015 Anders Arborelius OCD, Bischof von Stockholm
- 2015–2024 Czeslaw Kozon, Bischof von Kopenhagen
- 2024–0000 Erik Varden OCSO, Prälat von Trondheim